# Bus à haut niveau de service de Nancy
Trois lignes de bus à haut niveau de service (BHNS) ont intégré à partir du 24 août 2013 le réseau de transports en commun de la Métropole du Grand Nancy. Il s'articule sur quatre lignes :
- La ligne T1 : Essey Mouzimpré  à Vandœuvre Brabois-Hôpitaux
- La ligne T2 : Laneuveville-devant-Nancy Centre à Laxou Sapinière ;
- La ligne T3 : Seichamps Haie Cerlin à Villers Campus Sciences ;
- La ligne T4 : Houdemont Porte Sud pour rejoindre Laxou Champ-le-Bœuf.

Elles sont, comme pour l'ancienne ligne T1, baptisées « Tempo », appellation qui regroupe les lignes structurantes du réseau.

## Historique
Après la mise en service du tramway sur pneus en 2001, la communauté urbaine envisage de mettre rapidement en service une seconde ligne de tram. En 2006, le plan de déplacements urbains acte la ligne ainsi qu'une troisième ligne.
Finalement, face aux déboires du matériel de tramway sur pneus de type TVR du constructeur Bombardier, il est décidé de privilégier un autre mode de transport pour la seconde ligne. Une commande est alors passée au constructeur italien AnsaldoBreda, comprenant l'achat de 7 trolleybus F22 (dérivé du F19), afin d'exploiter dans un premier temps la ligne 2, en réutilisant les infrastructures existantes de l'ancien trolleybus, à la manière du TVR. Malheureusement, à la suite de problèmes techniques (les perches sont trop courtes), et de l'impossibilité de réhomologation, 6 des 7 véhicules reçus sont renvoyés au constructeur, et sont revendus à la ville d'Ancône.
C'est le bus à haut niveau de service qui sera finalement privilégié fin 2010. Le constructeur Irisbus est choisi pour la livraison de 24 Créalis Néo fonctionnant au GNV, qui sont réceptionnés en août 2013. Les véhicules entrent en service le 26 août 2013,. En 2014, c'est au tour de la ligne 3 de s'équiper de 16 Créalis Néo, dont la motorisation est légèrement plus puissante.
En 2025, le nouveau trolleybus exploité avec des véhicules Lightram 25 DC du constructeur HESS sont mises en service sur la ligne T1, remplacée du 13 mars 2023 au 5 avril 2025 par la ligne A (et B pendant la première année). 

## Calendrier
Le chantier a débuté en 2012, et la mise en service complète est intervenue le 24 août 2013.

## Tracé
La ligne T2 part de Laneuveville Centre pour rejoindre Laxou Sapinière (auparavant Laxou Plateau de Haye). Elle passe par le quartier gare, où elle est en correspondance avec la ligne 1. Les estimations tablent sur 16 000 à 18 000 usagers par jour. Elle est équipée de BHNS.
La ligne T3, qui relie Villers Campus Sciences (auparavant Laxou Provinces) à Seichamps Haie Cerlin en passant par la Gare de Nancy, est équipée de BHNS depuis le 1er septembre 2014.
La ligne T4 relie Houdemont Porte Sud à Laxou Champ-le-Bœuf. Elle est équipée de bus articulés classiques.
| Ligne | Tracé                                           | Matériel                                                     | Fréquence       | Amplitude                                                                               | Dépôt       |
| ----- | ----------------------------------------------- | ------------------------------------------------------------ | --------------- | --------------------------------------------------------------------------------------- | ----------- |
| T1    | Essey Mouzimpré ↔ Vandœuvre Brabois Hopitaux    | Hess Lightram 25 DC                                          | 7 min / 10 min  | 4h00 (4h40 le dimanche) / 00h10 (00h15 le dimanche) pour les départs de Essey Mouzimpré | Marcel Brot |
| T2    | Laxou Sapinière ↔ Laneuveville Centre           | Irisbus Crealis Néo                                          | 7 min / 30 min  | 4 h 30 (6 h 30 le dimanche) / 0 h 00                                                    | Marcel Brot |
| T3    | Villers Campus Sciences ↔ Seichamps Haie Cerlin | Crealis Neo, Urbanway 18 GNV, Urbanway 18 Hybrid GNV         | 10 min / 30 min | 5 h 00 (7 h 00 le dimanche) / 0 h 00                                                    | Marcel Brot |
| T4    | Houdemont Porte Sud ↔ Laxou Champ le Bœuf       | Citaro GC1 facelift, Urbanway 18 GNV, Urbanway 18 Hybrid GNV | 10 min / 30 min | 5 h 00 (7 h 00 le dimanche) / 0 h 00                                                    | Marcel Brot |

## Matériel
24 autobus articulés Créalis Neo 18 du constructeur Irisbus, d'une capacité de 120 places circulent sur la ligne T2 avec une fréquence de 5 minutes en heures de pointe et 10 minutes en heures creuses.
16 autobus articulés Créalis Neo 18 du constructeur Irisbus, d'une capacité de 120 places circulent sur la ligne T3 avec une fréquence de 10 minutes.
16 autobus articulés Urbanway 18 GNV du constructeur Iveco Bus, d'une capacité de 108 places circulent sur la ligne T4 avec une fréquence de 10 minutes. Ils sont appuyés par des autobus articulés Mercedes-Benz Citaro G C1 Facelift.
Depuis le mois de janvier 2024, des bus articulés classiques circulent sur la ligne T3 afin de renforcer l'offre du fait de la mise hors service des deux Crealis Néo à la suite de deux incendies consécutifs (décembre 2023 et janvier 2024), ainsi que des pannes récurrentes qui touchent le matériel. Des Urbanway 18 GNV et 18 Hybrid GNV assurent donc régulièrement le service en renfort des BHNS.  
25 Trolleybus Lighttram 25 DC du constructeur suisse Hess, d'une capacité de 154 personnes, circulent sur la T1 depuis le 5 avril 2025 avec une fréquence de 7 minutes entre 5h30 et 19h, de 10min entre 19h et 21h et 15min de 4h jusqu'à 5h30 et de 21h a 00h10. 

## Le "Tempo" dans la culture
Des scènes du clip du titre Etoile V de Lademo sorti en sont tournées à bord d'un bus du T2,.

## Projet de 5ᵉ ligne
La métropole projette de mettre en place une nouvelle ligne Tempo en août 2025. Cette ligne partira du nouveau terminus "Maxéville Saint-Jacques/Lavoir" et reliera "Houdemont Porte Sud",. La ligne T4, passera au niveau du carrefour du Vélodrome, le carrefour Jeanne d'Arc et fera terminus à Vandœuvre Roberval, comme à ses débuts.
La ligne T5 sera exploitée avec des Iveco Urbanway 12 Hybrid GNV et devait initialement être mise en service conjointement à celle du trolleybus Hess de la ligne 1.